# KNX
KNX je otevřený standard označován též jako EN 50090 či ISO/IEC 14543 a je využíván pro komerční či domácí automatizaci budov. Zařízení využívající protokol KNX mohou řídit osvětlení, klimatizační jednotky, bezpečnostní systémy, systémy pro správu energií, audio/video techniku, chytré lednice, displeje a mnoho dalších zařízení.
Standard KNX je rozvinutou verzí tří předchozích standardů - evropského standardu pro domácí systémy (EHS), protokolu BatiBUS a evropského instalačního standardu (EIB, resp. Instabus). Protokol může být přenášen přes kroucenou dvojlinku, komunikaci přes elektrickou sít (powerline communications), bezdrátové sítě či síťové linky pomocí protokolu TCP/IP.

## Standard KNX
Standard KNX byl postaven na EIB komunikaci založené na OSI modelu. Toto bylo rozšířené o fyzické vrstvy, konfigurační módy a další vlastnosti známé z protokolů BatiBUS a EHS.
Instalace budov s protokolem KNX mohou používat nějaké z následujících komunikačních médií:
- Kroucená dvojlinka
- Power-line networking
- Radio (KNX-RF)
- IP (též označováno jako EIBnet/IP či KNXnet/IP)

Protokol KNX není založen ná žádné specifické hardwarové platformě a tedy zařízení podporující protokol KNX může být ovládáno čímkoliv od 8bitového mikropočítače až po výkonné počítače. Záleží pouze na využití v dané budově a zapojení.
Standard KNX byl přijat pod následujícími označeními:
- ISO/IEC 14543-3
- CENELEC EN 50090 a CEN EN 13321-1
- ANSI/ASHRAE 135
- GB/T 20965

Samotný standard je spravován asociací KNX, neziskovou organizací založenou v roce 1999 a spadající pod belgické právo. Standard je otevřený a využití specifikací protokolu je neomezené.

## Architektura KNX
Zařízení využívající protokolu KNX mohou být následující:
- Sensory (např. tlačítka, termostaty, anemometry, měřící vybavení) pro získávání informací a posílání těchto dat
- Displeje, osvětlení, ventily reagující na tyto akce
- Řadiče a logické jednotky (ovládací panely teploty apod.)

## Implementace
Pro testovací účely či pro vlastní elektroniku je možné si sestavit vlastní zařízení podporující protokol KNX za použití veřejně dostupných nástrojů:
- KNX démon pro operační systém Linux (např. řídící jednotku v rámci Raspberry Pi)[3]
- ETS Inside Archivováno 15. 4. 2021 na Wayback Machine. pro systémy Microsoft Windows 10[4]